# Desire Me
Desire Me is een Amerikaanse film uit 1947 onder regie van Jack Conway, George Cukor, Mervyn LeRoy en Victor Saville. De film is gebaseerd op het Duitse toneelstuk Karl und Anna uit 1926 van Leonhard Frank. Destijds werd hij in Nederland uitgebracht onder de titel De vrouw van een ander.

## Verhaal

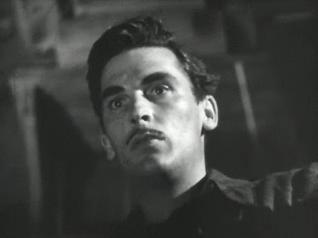
Jean Renaud

Marise Aubert is ongelukkig getrouwd met Paul Aubert, een oorlogsveteraan waar ze ooit zielsveel van hield. Ze probeert het huwelijk te redden door een psychiater te bezoeken, aan wie ze haar verleden met Paul vertelt. Hierna volgt een flashback, waarin de kijker wordt meegenomen naar het moment dat ze hem ontmoette: tijdens de Tweede Wereldoorlog is Paul een krijgsgevangene in een concentratiekamp. Hier raakt hij bevriend met Jean Renaud. Hij vertelt hem eindeloos verhalen over zijn vrouw, die op hem wacht in een vissersstad in Normandië.
Op een dag proberen Paul en Jean te ontsnappen en wordt Paul neergeschoten door de nazi's. Jean weet wel te ontsnappen en, omdat hij denkt dat Paul dood is, zoekt hij zijn vrouw op om haar het nieuws te vertellen. Zij is gechoqueerd door de vreemde man die elk detail weet van haar persoonlijke leven. Hij wordt verliefd op haar, maar zij gaat niet in op zijn avances. Ze zitten echter met elkaar opgescheept, omdat een ernstige regenstorm hem ervan weerhoudt te vertrekken. Ze leren elkaar steeds beter kennen en de volgende dag is Marise dol op hem. Ze nodigt hem uit te blijven en wordt ook verliefd op hem.
Jean vreest dat hun liefdesverhouding in gevaar komt als hij een brief van Paul ontvangt en zich dus realiseert dat hij nog leeft. Hij besluit de brief te verbergen, waarin staat dat Paul aan het herstellen is in het ziekenhuis en binnenkort terug zal keren naar huis. Jean maakt plannen om weg te gaan uit het vissersstadje voordat Paul de kans heeft naar huis te gaan. Vlak voordat ze naar Parijs verhuizen, arriveert Paul in het stadje. Hector, een man die Pauls zaak heeft overgekocht van Marise, is gechoqueerd om te zien dat hij nog leeft. Hij vertelt dit aan Marise, die onmiddellijk naar hun hut rent om met hem herenigd te worden.
Ondertussen is Jean vastberaden Paul en Marise ervan te weerhouden dat ze bij elkaar blijven en pakt zijn pistool met de bedoeling Paul dood te schieten. Nadat Marise aan haar man toegeeft dat ze een verhouding had met Jean, verschijnt Jean ten tonele en schiet meerdere keren op Paul. Paul wordt echter niet geraakt en pakt zijn mes. Een knokpartij volgt, waarbij Jean van een klif valt en overlijdt. Marise is hier getuige van en heeft sindsdien schuldgevoelens. De film gaat dan weer terug naar het heden, waar de psychiater haar aanraadt dat ze het verleden achter zich moet laten om gelukkig te kunnen zijn met Paul. Ze volgt zijn advies op.

## Rolverdeling
| Acteur          | Personage            |
| --------------- | -------------------- |
| Greer Garson    | Marise Aubert        |
| Robert Mitchum  | Paul Aubert          |
| Richard Hart    | Jean Renaud          |
| Morris Ankrum   | Hector Martin        |
| George Zucco    | Father Donnard       |
| Cecil Humphreys | Dokter Andre Leclair |

## Achtergrond

### Productie

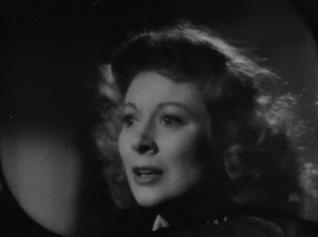
Greer Garson als Marise Aubert

Producent Arthur Hornblow wilde aanvankelijk acteur Walter Pidgeon voor de rol van Paul Aubert. Garson en Pidgeon speelden eerder het ideale koppel in Mrs. Miniver (1942), een film die zeer goed werd ontvangen door het publiek. Een film waar 'mevrouw Miniver' niet trouw is aan 'meneer Miniver' was volgens de filmmakers te riskant. Regisseur George Cukor stelde Robert Montgomery aan voor de rol van Marises echtgenoot en gaf Robert Mitchum de rol van Jean. De eerste opnamedagen verliepen desastreus. Cukor had een hekel aan Mitchum en was ontevreden met het script. Hij staakte het filmen om het script opnieuw te laten schrijven. Door de vertragingen moest Montgomery zich terugtrekken, omdat hij inmiddels druk bezig was met zijn volgende film, Lady in the Lake (1947).
Cukor maakte enkele wijzigingen: hij gaf Mitchum de rol van de echtgenoot, terwijl toneelacteur Richard Hart zijn vorige rol kreeg. Mitchum vond dit onaanvaardbaar, omdat hij zich realiseerde dat de rol van de echtgenoot minder interessant was. Om die reden kreeg hij regelmatig ruzie met de regisseur. Dit resulteerde erin dat er meer tijd nodig was en alle leden van de filmploeg overuren moesten maken. Het gevolg daarvan was dat Mitchum zich vervreemdde van al zijn collega's, inclusief hoofdrolspeelster Greer Garson. Het gebied waar de film werd opgenomen veroorzaakte ook enkele conflicten. In april 1946 was Garson aan zee aan het filmen, toen plotseling een enorme golf enkele medewerkers mee de zee in trokken. Garson verloor hierbij bijna haar leven. Pas een maand later werd de volgende scène opgenomen.
In juni 1946 eindigde Cukor zijn medewerking aan de film. Er zijn twee verhalen waarom hij dit deed: Volgens krantenberichten uit die tijd was hij ernstig ziek geraakt en werd de hulp van Victor Saville ingeschakeld om hem te vervangen. Andere bronnen beweren echter dat hij werd ontslagen, omdat de vertragingen door de ruzies op de set erin resulteerde dat het budget te hoog werd. Uiteindelijk maakten Saville, Jack Conway en Mervyn LeRoy de film af. De filmploeg vermeed de pers, uit angst dat bekend zou worden wat er zich allemaal afspeelde op de set. Mitchum sprak echter openhartig over zijn haat aan Cukor en LeRoy en vertelde dat hij Hollywood niet langer serieus nam, sinds Garson op een dag 125 keer dezelfde scène moest opnemen, waarin ze enkel het woord 'nee' moest zeggen.

### Ontvangst
De opnames werden aan het einde van 1946 afgerond. Het eindresultaat werd vertoond in een voorpremière in december 1946. Dit was volgens verschillende acteurs zo slecht, dat ze de film niet hebben uitgezeten. De pers sprak ook niet met lof. In de eerste recensie van Variety stond dat Garson te veel 'stress' uitstraalt. De filmmakers wilden deze film niet uitbrengen en lieten de scriptschrijvers enkele wijzigingen aan het scenario aanbrengen. In juli 1947 werden enkele scènes opnieuw opgenomen. In oktober 1947 ging de film voor het publiek in première. Geen van de regisseurs wilden hun naam op het eindresultaat. Volgens filmhistorici is het dan ook de eerste film van Metro-Goldwyn-Mayer om geen regisseur te noemen. Het werd een grote flop en had uiteindelijk een verlies van $2.440.000. Het werd destijds dan ook beschouwd als 'de slechtste film van MGM'.